# Austin Daye
Austin Daye (Irvine, Kalifornija, 5. lipnja 1988.) američki je profesionalni košarkaš. Igra na poziciji niskog krila, a može igrati i krilnog centra. Trenutačno je član NBA momčadi Detroit Pistons. Izabran je u 1. krugu (15. ukupno) NBA drafta 2009. od strane istoimene momčadi.

## Srednja škola i sveučilište
Pohađao je srednju školu Woodbridge High School te je na posljednjoj, četvrtoj, godini škole prosječno postizao 30,9 poena, 12,4 skokova i 5,4 blokada. Nakon srednje škole odlučio je pohađati sveučilište Gonzaga. 

## NBA
Izabran je kao 15. izbor NBA drafta 2009. od strane Detroit Pistonsa te je s njima 5. kolovoza 2009. i potpisao dvogodišnji ugovor.

## Vanjske poveznice
- Profil na ESPN.com
- Draft profil na NBADraft.net
- Draft profil  Arhivirana inačica izvorne stranice od 28. veljače 2009. (Wayback Machine) na DraftExpress.com